# بريسان
بريسان (بالبرتغالية: Bressan) (بالإيطالية: Matheus Simonete Bressaneli) هو لاعب كرة قدم إيطالي وبرازيلي في مركز الدفاع، ولد في 15 يناير 1993 في كاكسياس دو سول في البرازيل. لعب مع غريميو بورتو أليغرينزي ونادي إنترناسيونال ونادي جوفنتودي ونادي فلامنغو.

## وصلات خارجية
- بريسان على موقع قاعدة بيانات كرة القدم.إي يو (الإنجليزية)
- بريسان على موقع Soccerway.com (الإنجليزية)
- بريسان على موقع عالم كرة القدم.نت (الإنجليزية)